# Robshelfordia longiuscula
Robshelfordia longiuscula är en kackerlacksart som först beskrevs av Walker, F. 1869.  Robshelfordia longiuscula ingår i släktet Robshelfordia och familjen småkackerlackor. Inga underarter finns listade i Catalogue of Life.